# Троїцька вулиця (Кам'янець-Подільський)
Тро́їцька ву́лиця — одна з вулиць Кам'янця-Подільського в його найдавнішій частині — Старому місті. З'єднує Троїцький майдан і майдан Польський ринок.

## Історія назв
Давня назва — вулиця Троїцька (чи святої Трійці). Таку назву вулиці дали розташовані поблизу Троїцька церква та Троїцький монастир.
Наприкінці 19 — на початку 20 століття — Конторська вулиця (від розташованої тут контори фінансиста Євзеля Гінцбурга). Потім — Троїцький провулок.
У радянський час (до 11 вересня 1990 року) — вулиця Володарського (на честь одного з більшовицьких діячів).
Коли 1989 року вулицям Старого міста надумали повернути давні імена, то для вулиці Володарського фахівці спочатку вибрали варіант «Конторська». Але в дискусію включилася Ольга Пламеницька: три давні в'їзди до міста орієнтовано на три давні православні храми — Іоанно-Предтеченський, Миколаївський і Троїцький, тож, відновлюючи назви Іоанно-Предтеченської та Миколаївської вулиць, логічно було би відновити назву і Троїцької вулиці. До аргументів Ольги Анатоліївни прислухалися. Тож 11 вересня 1990 року президія Кам'янець-Подільської міської ради відновила найдавнішу назву вулиці — Троїцька.

## Найвідоміші об'єкти
На вулиці розташувалися колишній готель «Бель-в'ю» (тепер низка районних установ), будинок районної державної адміністрації (раніше тут розміщувалися райкоми КПУ і ЛКСМУ).

### Троїцька, 2
Тут стоїть колишній готель «Бель-в'ю», збудований 1875 року Дверницькою — вдовою сина генерала. Готель було зведено на місці домоволодіння Ляховецьких, в якому мешкав польський поет Маврицій Гославський (1802–1834), коли в 1812–1816 роках навчався в повітовій школі в Кам'янці-Подільському.
Тепер тут розташовані центральна районна бібліотека, районна музична школа, районний відділ культури та інші районні установи.
1969 року у цьому будинку розмістилася районна дитяча музична школа: її засновано 29 травня, а заняття розпочалися 1 вересня. Першим директором школи був Віктор Пасєка, згодом заступник начальника Хмельницького обласного управління культури, а нині — диригент симфонічного оркестру Хмельницької обласної філармонії.
У 1975–1981 роках школу очолював Микола Мельник, нині — відомий подільський композитор, художній керівник народного самодіяльного хору української народної пісні «Смотрич» при міському Будинкові культури, заслужений працівник культури України.
У 1981–1990 роках директором школи працювала Євгенія Станішевська — згодом директор училища культури (померла 7 лютого 2004 року), після неї директорував Михайло Станько, а з 12 травня 1999 року школу очолює Микола Тихоліз, відомий ще як засновник і керівник районного муніципального оркестру.
Школа дала початкову спеціальну музичну освіту майже 900 хлопчикам і дівчаткам. Випускниця 1976 року Олена Хіміч працює в Осло як солістка естрадно-джазової музики. Випускник 1980 року Андрій Вінцерський грав на ударних у відомому гурті «Брати блюзу», потім у ансамблі супроводу популярного співака Олександра Пономарьова, а нині керує студією звукозапису в одному з міст США. Консерваторії закінчили: випускниця 1985 року Леся Неупокоєва — Харківську, випускниця 1990 року Іванна Яропуд — Львівську, випускник 1994 року Тарас Яропуд — Київську. У Львівській консерваторії навчається випускник 1997 року Олександр Якубов.
У травні 1973 року на будинку встановлено меморіальну дошку про те, що тут від 28 березня до 2 квітня 1944 року перебував штаб 10-го Уральського гвардійського добровольчого танкового корпусу, який визволяв Кам'янець-Подільський від німецьких окупантів.

### Троїцька, 4
На цьому місці стояв палац, збудований Каетаном Старжинським — губернським поворирем дворянства в 1803–1807 роках. Згодом у цьому будинку жив поет Станіслав Старжинський (1785–1855), який мав псевдонім Стах із Заміхова.
Пізніше тут жила Удель Двойрес: її син Еммануїл завідував транспортною конторою «Надія» (на місці сучасної загальноосвітної школи № 1), а донька Дора через цю контору у 1901–1903 роках переправляла з-за кордону нелегальну літературу. До цієї справи долучився і кузен Еммануїла та Дори — майбутній біохімік Борис Збарський.
На початку 20 століття, як вказує Олександр Прусевич, будинок належав Кузьменку. Тут розташовувалися головна контора та редакція щоденної газети «Подольский край», яка виходила від 1906 року.
Будинок постраждав під час Німецько-радянської війни. На його місці збудували приміщення райкому КПУ (будинок здали в експлуатацію 7 вересня 1957 року). Тут також працював райком ЛКСМУ (серед перших секретарів райкому ЛКСМУ був і Йосип Вінський). Тепер це будинок районної державної адміністрації.